# Lucy Colquhoun
Pour les articles homonymes, voir Colquhoun.
Lucy Colquhoun, née le 13 avril 1971 à Aberdeen, est une coureuse d'ultrafond écossaise. Elle a remporté la médaille de bronze sur 100 kilomètres aux championnats du Commonwealth d'ultradistance 2009 ainsi qu'aux championnats du monde de trail 2011.

## Biographie
Lucy commence la course à pied en 2000 pour échapper à la grisaille de Londres. Revenue par la suite à Édimbourg, elle se consacre plus sérieusement au sport et s'essaie au triathlon. Peu compétitive en natation et en cyclisme, elle délaisse ce sport et se focalise sur la course de fond,. Elle rejoint par la suite le Carnethy Hill Running Club et découvre la discipline du fell running où elle brille à ses débuts en terminant deuxième de la Lairig Ghru Race puis en s'imposant à la Two Breweries Race.
En 2007, elle est mise au défi de courir lors de la journée mondiale de la bicyclette. Devant parcourir une distance de 35 km, elle accepte mais finit par courir plus de 50 km. Impressionnée par sa propre performance, elle s'essaie au trail et remporte sa première course, la Highland Fling Race de 85 km. Deux mois plus tard, elle s'inscrit à la West Highland Way Race de 153 km et remporte la victoire en 17 h 16 min 20 s, établissant un nouveau record du parcours,. Forte de ces succès, elle s'inscrit à la CCC afin d'évaluer ses performances face à la scène internationale. Prenant un bon départ, elle effectue une solide course juste derrière la Suissesse Andrea Zimmermann. Parvenant à garder le rythme, elle termine deuxième à neuf minutes de cette dernière.
Le 29 août 2008, elle se présente à nouveau au départ de la CCC. Prenant d'emblée les commandes de la course, elle mène avec un rythme soutenu. Peu inquiétée par ses rivales, elle s'impose en 14 h 33 min 37 s avec plus de deux heures d'avance sur sa plus proche poursuivante Maud Giraud,,. Le 8 novembre, elle est appelée à remplacer Lizzy Hawker aux championnats du monde du 100 kilomètres à Tarquinia. Elle termine meilleure Britannique en douzième position et cinquième des championnats d'Europe.
Le 20 septembre 2009, elle est à nouveau alignée sur une épreuve de 100 kilomètres lors des championnats du Commonwealth d'ultradistance à Keswick. Tandis que l'Australienne Jackie Fairweather mène la course en tête, Lucy se bat pour la seconde place avec l'Anglaise Emma Gooderham. Lucy finit par céder et se contente de la médaille de bronze. Elle se pare d'argent au classement par équipes.
Après une saison 2010 plus discrète, Lucy fait son retour sur le devant de la scène lors des championnats du monde de trail 2011 dans le Connemara. Suivant le duo de tête composé de Maud Gobert et Cecilia Mora, elle assure sa position et s'empare du bronze. Le 20 août, elle est engagée aux championnats du monde de 50 kilomètres à Assen où elle se classe sixième en 3 h 34 min 34 s. Le 25 septembre, elle prend part à l'épreuve de trail aux championnats du Commonwealth d'ultradistance à Newborough. Battue par l'Australienne Kirstin Bull, elle échoue au pied du podium mais remporte la médaille d'argent au classement par équipes avec Angela Mudge et Nathalie Christie.
En 2017, elle crée sa propre marque de barre énergétique Gutzi Foods,.

## Palmarès

### Route
| Année | Compétition                            | Lieu      | Place | Épreuve        | Temps           |
| ----- | -------------------------------------- | --------- | ----- | -------------- | --------------- |
| 2006  | Marathon de Berlin                     | Berlin    | 15e   | Marathon       | 2 h 53 min 21 s |
| 2008  | Marathon du Loch Ness                  | Inverness | 2e    | Marathon       | 2 h 52 min 41 s |
| 2009  | Championnats du Commonwealth de 100 km | Keswick   | 3e    | 100 kilomètres | 8 h 19 min 45 s |
| 2011  | Championnats du monde de 50 km         | Assen     | 6e    | 50 kilomètres  | 3 h 34 min 34 s |

### Trail
| no  | féminin            | Course                                               | Longueur | Départ            | Temps            |
| --- | ------------------ | ---------------------------------------------------- | -------- | ----------------- | ---------------- |
| 28e | Médaille d'argent  | CCC                                                  | 86 km    | 24 août 2007      | 12 h 37 min 15 s |
| 12e | Médaille d'or      | CCC                                                  | 98 km    | 29 août 2008      | 14 h 33 min 37 s |
| 9e  | Médaille d'or      | Lakeland 50                                          | 98 km    | 1er août 2009     | 9 h 51 min 19 s  |
| 42e | Médaille de bronze | Championnats du monde de trail                       | 70 km    | 9 juillet 2011    | 7 h 57 min 20 s  |
| 23e | 4e                 | Championnats du Commonwealth d'ultradistance - Trail | 53 km    | 25 septembre 2011 | 4 h 14 min 38 s  |

## Records
| Épreuve        | Performance     | Date            | Lieu          |
| -------------- | --------------- | --------------- | ------------- |
| 10 kilomètres  | 38 min 43 s     | 29 avril 2006   | Balmoral      |
| 10 miles       | 1 h 2 min 57 s  | 30 juillet 2006 | Ballater      |
| Semi-marathon  | 1 h 18 min 29 s | 27 mai 2006     | Kirkcudbright |
| Marathon       | 2 h 51 min 48 s | 23 avril 2006   | Londres       |
| 50 kilomètres  | 3 h 34 min 34 s | 20 août 2011    | Assen         |
| 100 kilomètres | 8 h 9 min 27 s  | 8 novembre 2008 | Tarquinia     |